# 托盧 (阿肯色州)
托盧（英語：Tolu）是位於美國阿肯色州華盛頓縣的一個非建制地區。該地的面積和人口皆未知。

## 地理
托盧的座標為35°48′52″N 94°29′43″W / 35.81444°N 94.49528°W，而該地的平均海拔高度為333米（即1093英尺）。